# Kalevipoeg
Kalevipoeg (pol. Syn Kaleva) – estoński epos narodowy autorstwa Friedricha Reinholda Kreutzwalda, opublikowany w 1861 roku. Prace nad stworzeniem narodowego eposu zapoczątkował Friedrich Robert Faehlmann (Fählmann), jeden z założycieli Estońskiego Towarzystwa Naukowego.

## Charakterystyka ogólna
Epos wywodzi się z tradycji estońskich. Poemat składa się z artystycznie przetworzonych sag i pieśni ludowych opisujących historię tytułowego bohatera i jego rodziny. Dzieli się na dwadzieścia pieśni i liczy ponad 19 000 wersów (dokładnie 19 047). Epos był jednym z czynników inspirujących estońskie odrodzenie narodowe.

## Powinowactwa
Kalevipoeg jest bliski fińskiej Kalevali, ponieważ opiera się na wspólnym folklorze i dawnej mitologii ugrofińskiej. Bohater po życiu pełnym przygód staje się strażnikiem piekieł. Jego powrót do ojczyzny ma być początkiem nowej epoki.

## Forma
Pod względem formalnym wersyfikacja eposu charakteryzuje się hybrydalnym połączeniem tradycyjnych ludowych sposobów wierszowania i wpływów obcych, zwłaszcza niemieckich. Metrum utworu (ośmiozgłoskowiec trocheiczny, bez rymu, ale z aliteracją) przejęte jest z Kalevali.

## Wpływ
Kalevipoeg mieści się w szerszym nurcie estońskiego odrodzenia narodowego II połowy XIX wieku. Kalevipoeg, obok Kalevali, stał się wzorem dla łotewskiego eposu Lāčplēsis.

## Tłumaczenia
Estoński epos został przetłumaczony na następujące języki: angielski, czeski, fiński, francuski, litewski, łotewski, niemiecki, rosyjski, węgierski i włoski. Fragmenty poematu przełożył na język polski z wersji niemieckiej i opublikował w chełmskiej Kamenie Zenon Waśniewski (1891–1945). Urywek Kalevipoegu w tłumaczeniu Kazimiery Zawistowicz znajduje się w drugim tomie wydawnictwa Panteon wielkich twórców poezji i prozy: antologja literatury powszechnej. Przekład kilku krótkich fragmentów eposu, opartych na tłumaczeniu rosyjskim, w ramach artykułu opublikowanego w roku 1984 w roczniku etnograficznym „Lud”, zawarł Mieczysław Trojan. Początek inwokacji utworu przetłumaczył z wersji niemieckiej i opublikował w artykule pt. „Geneza i znaczenie estońskiego eposu Kalevipoeg" Juliusz Siemiątkowski na portalu Przegląd Bałtycki.